# 比較法
比較法（ひかくほう）とは、物事を比較することによって研究する方法。比較対象間の同一性と差異性に注目して対象の特徴を浮き彫りにする。

## 比較法を用いた研究分野の一覧
- 比較音楽学
- 比較解剖学
- 比較教育学
- 比較芸術学
- 比較言語学
- 比較社会学
- 比較宗教学
- 比較心理学
- 比較神話学
- 比較制度分析
- 比較政治学
- 比較生理学
- 比較判定法
- 比較病理学
- 比較文化
- 比較文学
- 比較文法
- 比較法学